# Zdzisław Zahaczewski
Zdzisław Aleksander Zahaczewski (ur. 6 grudnia 1887, zm. prawdopodobnie 11 listopada 1974) – podpułkownik inżynier saperów Wojska Polskiego.

## Życiorys
Zdzisław Aleksander Zahaczewski urodził się 6 grudnia 1887 roku. Był oficerem cesarskiej i królewskiej armii. W latach 1912–1913 wziął udział w mobilizacji sił zbrojnych Monarchii Austro-Węgierskiej, wprowadzonej w związku z wojną na Bałkanach. Na stopień kapitana został mianowany ze starszeństwem z 1 sierpnia 1916 roku w korpusie oficerów piechoty. Jego oddziałem macierzystym był batalion saperów nr 12.
Z dniem 1 listopada 1918 roku został przyjęty do Wojska Polskiego, z zatwierdzeniem posiadanego stopnia kapitana, i przydzielony do Okręgu Generalnego „Kraków”. Latem 1920 pełnił służbę na stanowisku szefa Zarządu Fortyfikacji Obozu Warownego „Kraków”. 30 lipca 1920 roku został zatwierdzony z dniem 1 kwietnia 1920 roku w stopniu majora w korpusie inżynierii i saperów, w grupie oficerów byłej armii austro-węgierskiej. W następnym roku pełnił służbę w Dowództwie Okręgu Generalnego „Kraków” w Krakowie. Od 1 czerwca 1921 roku jego oddziałem macierzystym był 5 pułku saperów w Krakowie.
3 maja 1922 roku został zweryfikowany w stopniu podpułkownika ze starszeństwem z dniem 1 czerwca 1919 roku i 34. lokatą w korpusie oficerów inżynierii i saperów. W listopadzie 1922 roku został przeniesiony z Szefostwa Inżynierii i Saperów Dowództwa Okręgu Korpusu Nr V na stanowisko zastępcy dowódcy 5 pułku saperów w Krakowie. 27 maja 1923 roku został ponownie przydzielony do Szefostwa Inżynierii i Saperów Dowództwa Okręgu Korpusu Nr V w Krakowie na stanowisko referenta, pozostając oficerem nadetatowym 5 pułku saperów. Z dniem 31 października 1924 roku, mając 37 lat, został przeniesiony w stan spoczynku z powodu trwałej niezdolności do służby wojskowej, stwierdzonej na podstawie przeprowadzonej superrewizji. Mieszkał wówczas w Krakowie na Placu Groble 14P.
W 1934 roku pozostawał w ewidencji Powiatowej Komendy Uzupełnień Kraków Miasto. Posiadał przydział do Oficerskiej Kadry Okręgowej Nr V. Był wówczas „przewidziany do użycia w czasie wojny”. W 1939 roku mieszkał przy ulicy Okólnik 5 w Warszawie.

## Ordery i odznaczenia
- Krzyż Zasługi Wojskowej 3 klasy z dekoracją wojenną i mieczami[15]
- Signum Laudis Brązowy Medal Zasługi Wojskowej z mieczami na wstążce Krzyża Zasługi Wojskowej[15]
- Krzyż Pamiątkowy Mobilizacji 1912–1913[15]